# Lakeview (Nebraska)
Lakeview – jednostka osadnicza w Stanach Zjednoczonych, w stanie Nebraska, w hrabstwie Platte.